# Ginka Sagortschewa
Ginka Sagortschewa (bulgarisch Гинка Загорчева, engl. Transkription Ginka Zagorcheva; * 12. April 1958 in Rakowski, Oblast Plowdiw) ist eine ehemalige bulgarische Hürdenläuferin.
Ihre Paradestrecke war der 100-Meter-Hürdenlauf. Am 8. August 1987 lief sie in Drama mit 12,25 s ihre Bestzeit (Weltrekord).
Bei den Weltmeisterschaften 1983 in Helsinki errang sie die Bronzemedaille über 100 Meter Hürden, und bei den Weltmeisterschaften 1987 in Rom holte sie die Goldmedaille über diese Strecke. Bei den Olympischen Spielen 1988 in Seoul trat sie für ihr Land an, konnte jedoch ihren Vorlauf nicht beenden und sich nicht für den weiteren Wettbewerb qualifizieren.